# Internationales Filmfestival Passau
Das Internationale Filmfestival Passau wurde von Andreas Riemann Ende 2005 ins Leben gerufen.

## Festival 2006
Die erste Durchführung fand vom 9.–12. November 2006 im Capitol-Kino-Center und der Universität Passau statt. Veranstalter sind die Universität Passau und der Verein der Freunde und Förderer des Internationalen Filmfestival Passau.
2006 war die Jury besetzt mit Dana Vávrová, Thomas Kronthaler, Thomas Darchinger, Hans Krah, Martin Nies, Jack Hruby und Andreas Rost. Als Preis werden die fünf Passauer Augen vergeben. Es wurden Preise in folgenden Kategorien vergeben: 
- Bester Langfilm;
- Bester Publikumsfilm;
- Bester Kurzfilm;
- Bester Jugendfilm;
- Bester Bayrischer Film.

Bei der ersten Durchführung kamen ca. 2000 Besucher zum Filmfestival. 

## Festival 2008
2007 übernahm Louisa Luckert die Leitung des Filmfestivals; sie organisiert die zweite Durchführung des Internationalen Filmfestival Passau, das vom 6.–9. November 2008 stattgefunden hat. Festivalgründer Andreas Riemann leitet die Sektion Bayern  bzw. den gesamten deutschsprachigen Film. Da der Veranstaltungsort von 2006 aufgrund von Umbaumaßnahmen nicht mehr zur Verfügung stand, wurde der Veranstaltungsort gewechselt. Zentraler Veranstaltungsort war das Filmtheater Metropolis. Einzelne Filme wurden auch im Cineplex Passau gezeigt. Eröffnet wurde das Filmfestival 2008 mit Marie Miyamayas Der Rote Punkt.
Festival 2008:
- Jury: Simon Assmann, Andreas Schwarz, Claudia Gladziejewski
- Schirmherr: Klaus Schaefer (FFF-Bayern)
- Eröffnungsfilm: Der Rote Punkt
- Festivaldaten: 5.–9. November 2008

## Festival 2009
Anfang 2009 übernahm Festivalgründer Andreas Riemann erneut die Leitung des Filmfestivals. Die dritte Auflage wurde jedoch nicht realisiert.